# Dichiarazione comune di papa Francesco e del patriarca Cirillo di Mosca e di tutta la Russia
(Papa Francesco, L'Avana, 12 febbraio 2016.)
La dichiarazione comune di papa Francesco e del patriarca Kirill di Mosca e di tutta la Russia è il documento in 30 punti emesso a seguito del primo e storico incontro avvenuto il 12 febbraio 2016 tra papa Francesco, capo della Chiesa cattolica, e il patriarca Cirillo di Mosca e di tutta la Russia, capo della Chiesa ortodossa russa. Questa è stata la prima volta che i leader delle due chiese si sono incontrati e rappresenta un momento simbolico del pluridecennale processo intrapreso per avere relazioni più strette tra la Chiesa ortodossa di Mosca e la Chiesa cattolica di Roma distaccatesi a seguito dei fatti del 1448, dopo il grande scisma di Costantinopoli del 1054 e la riconciliazione del Concilio di Firenze del 1439.
L'incontro e la dichiarazione sono stati seguiti dai media di tutto il mondo, in particolare in Russia, mettendo in evidenza l'appello congiunto dei due leader per la fine della persecuzione dei cristiani in Medio Oriente e alle guerre nella regione. La dichiarazione ha anche espresso la speranza che l'incontro potesse contribuire al ristabilimento dell'unità dei cristiani delle due chiese. Una serie di altre questioni è stata menzionata nella dichiarazione, tra cui ateismo, secolarismo, consumismo, migranti e rifugiati, l'importanza della famiglia e del matrimonio tra uomo e donna e le preoccupazioni relative all'aborto e all'eutanasia.
I commentatori hanno affermato che l'incontro è stato storico e altamente simbolico, e che si trattava di un successo per papa Francesco per averlo realizzato. Tuttavia, alcuni analisti hanno anche rilevato che l'incontro è stato motivato più dalla politica interna ortodossa e dalla geopolitica influenzata dalla Russia, che non da un desiderio di unità dei cristiani.

## Storia

### Contesto
Il Grande Scisma del 1054 divise la cristianità tra ovest ed est, cioè tra la Chiesa cattolica occidentale guidata dal papa di Roma e la Chiesa ortodossa orientale guidata dal patriarca di Costantinopoli. Entrambe parti dell'unica Chiesa ufficiale dell'Impero Romano, suddiviso in due parti già dall'inizio dl V secolo, ma da allora sempre più differenziate nella lingua e nei riti. Entrate pure in concorrenza con l'ampliamento del rispettivo territorio settentrionale, sia in Occidente (Germania) che in Oriente (Russia).  Per sanare la spaccatura furono fatti diversi tentativi nel corso dei secoli successivi , come ad esempio alsecondo Concilio di Lione del 1274 ed al Concilio di Firenze del 1439, ma entrambi poco dopo fallirono. In particolare nel 1448 si aggiunse lo strappo della Russia, sia con Roma che con Costantinopoli, allora unionista dal 1439, da cui con la scelta autonoma del nuovo metropolita di Mosca (Giona) si rese in pratica indipendente. Restando tale fino al 1589, quando approfittando della visita del patriarca Geremia II, in cerca di aiuti, regolarizzò la sua posizione ma strappando il titolo patriarcale per il relativo metropolita (Giobbe). Abusivamente, anche perché fuori dal territorio sia della sede Costantinopolitana che dell'Impero Romano. Il Patriarcato fu poi soppresso nel 1721 dallo zar Pietro, ma riesumato sotto Lenin nel 1917 con la Repubblica. Grave errore di Costantinopoli, le cui conseguenze portarono ai vari contrasti odierni con la storica sede patriarcale, l'unica riconosciuta tale da tutte le altre, Roma compresa, ed alla guerra ucraina.
Dopo la caduta dell'Impero Ottomano, nel 1918, Costantinopoli fu provata da ulteriori problemi col nuovo Stato turco, mentre Mosca ebbe i suoi col nuovo Stato russo. Il dialogo comunque riprendeva, specie negli anni sessanta. I tentativi più recenti per promuovere relazioni più strette tra le Chiese sono la timida partecipazione russa al Concilio Vaticano II e la Dichiarazione comune cattolico-ortodossa del 1965, che seguì l'incontro del 1964 tra papa Paolo VI ed il patriarca Atenagora di Costantinopoli a Gerusalemme. In seguito a tale incontro e dichiarazione, vi fu un certo numero di incontri, visite ed eventi simbolici che coinvolsero cattolici e leader ortodossi. Tra queste, dopo Paolo VI, le visite di papa Giovanni Paolo II a Demetrio e quelle di Benedetto XVI e Francesco a Bartolomeo, a Costantinopoli ed a Roma. Ma non a Mosca. L'incontro tra il Papa e il primate della Chiesa ortodossa russa venne continuamente rinviato per nuovi problemi (Chiese uniati risorte e vescovati cattolici nella Federazione russa), che si aggiungevano a quelli con Costantinopoli (territorio canonico). La prima volta che un Papa visitò un paese a predominante presenza ortodossa nell'Europa orientale fu nel 1999 quando papa Giovanni Paolo II visitò la Romania.

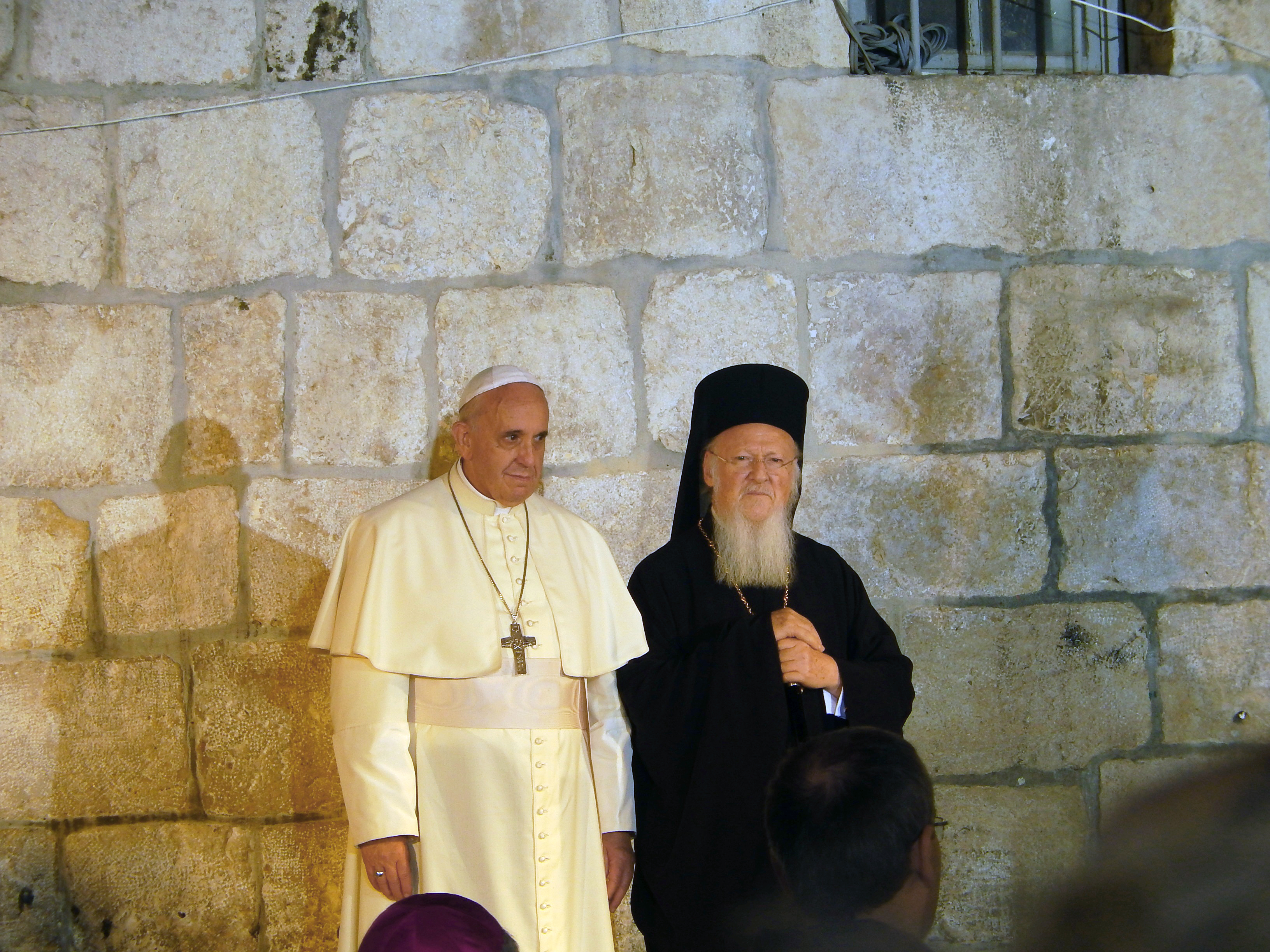
Papa Francesco e il patriarca Bartolomeo nella Basilica del Santo Sepolcro a Gerusalemme nel 2014.

La Chiesa ortodossa russa, autocefala dal sec. XV e patriarcato dalla fine del XVI secolo, è ritenuta numericamente la più grande delle Chiese ortodosse nazionali. Anche perché sovrannazionale, grazie pure al titolo patriarcale. Come le altre ha stretti legami con lo Stato russo. All'interno della comunione delle autocefale Chiese nazionali (indipendenti amministrativamente) della c.d. Chiesa Ortodossa od Orientale, il Patriarca di Costantinopoli, la cui sede è tuttora ad Istanbul, è considerato ecumenico, cioè un vescovo primus inter pares, ma non ha poteri amministrativi diretti sulle altre chiese ortodosse. La natura decentralizzata della c.d. Chiesa Ortodossa ha fatto sì che tale incontro non poteva avere un significato diretto per le questioni pan-ortodosse. Due settimane prima, i capi delle Chiese ortodosse, tra cui il patriarca Kirill, si erano incontrati a Chambésy, in Svizzera, per approntare i preparativi finali dello storico Grande e Santo Concilio della Chiesa ortodossa, ri-programmato per giugno 2016. E poi disertato da Mosca ed altre Chiese alleate, benché limitati i punti in discussione.
Altri tentativi erano stati fatti in precedenza per organizzare un incontro tra un Papa e un Patriarca russo, ma senza successo. Negli anni 1990 si svolsero negoziati per un possibile incontro tra il patriarca Alessio II di Mosca e papa Giovanni Paolo II. La possibilità di un incontro del patriarca Cirillo (eletto nel 2009), con papa Benedetto XVI fu ipotizzata prima delle dimissioni di questi avvenute nel febbraio 2013: peraltro, nel 2006 papa Benedetto XVI aveva incontrato a Roma il futuro patriarca Cirillo, quando questi era ancora presidente del Dipartimento delle relazioni esterne della Chiesa per il Patriarcato di Mosca.

### Incontro a L'Avana
Due anni di pianificazione segreta e mesi di trattative dettagliate furono necessarie per organizzare l'incontro tra il Papa e il Patriarca russo, che per l'incontro pretendeva un luogo neutrale, non europeo. Il Papa era disposto a incontrare il Patriarca:  "Andrò dovunque egli voglia: mi chiami e io verrò" (come detto nel 1914). Gli accordi dal lato russo-ortodosso furono complicati dai legami della chiesa russa con il governo della Russia, anche a causa delle e tensioni internazionali relative all'intervento della Russia in Crimea ed Ucraina. Nell'annuncio precedente all'incontro il Patriarcato di Mosca dichiarò di aver accettato di "mettere da parte i disaccordi interni" al fine di concentrarsi sulla difficile situazione dei cristiani perseguitati. (cioè i cristiani di Siria, per noti interessi politici nell'area). Infine fu scelta l'isola di Cuba, un luogo neutrale per i russi, con grandi significati per entrambe le Chiese. L'incontro, reso possibile dalla (apparente) coincidenza delle visite pastorali di entrambi i leader nell'America Latina, fu annunciato con una settimana di anticipo il 5 febbraio 2016.

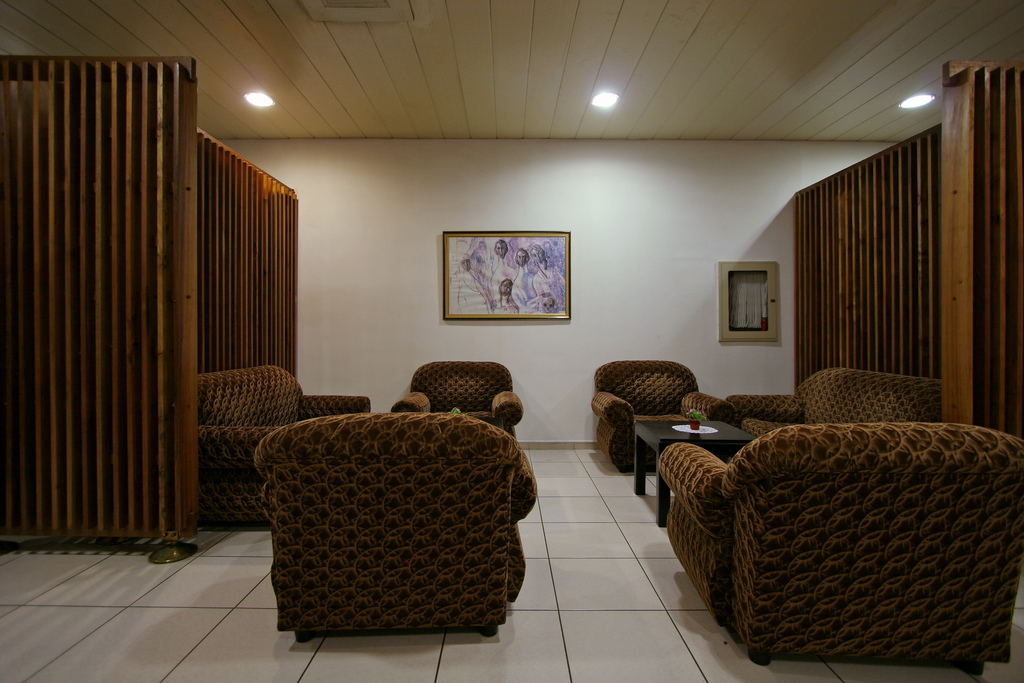
VIP Lounge all'Aeroporto Internazionale José Martí.

L'incontro ebbe luogo il 12 febbraio 2016 in una sala VIP dell'Aeroporto Internazionale José Martí a L'Avana, a Cuba. Il Papa arrivò alle ore 14:00 ora locale e i due leader si sono abbracciati e baciati. In seguito ad un colloquio privato di due ore, fu firmata da una dichiarazione comune, preparata in anticipo. Il patriarca Cirillo si trovava a L'Avana in visita ufficiale nell'ambito di un tour nella regione, inclusa una visita in Brasile e Paraguay; papa Francesco arrivò all'aeroporto, facendo uno scalo nel suo viaggio verso il Messico.
Fra le personalità presenti in occasione dell'evento vi furono il presidente Raúl Castro, il cardinale Jaime Lucas Ortega y Alamino (arcivescovo dell'Arcidiocesi cattolica di San Cristóbal de la Habana) e l'arcivescovo Dionisio Garcia Ibanez (dell'arcidiocesi cattolica di Santiago de Cuba). L'incontro si è tenuto in una stanza privata, assistito dai traduttori e dai collaboratori dei due leader, tra cui il cardinale Kurt Koch, presidente del Pontificio consiglio per la promozione dell'unità dei cristiani, e il metropolita Ilarion Alfeev, presidente del Dipartimento delle relazioni ecclesiastiche esterne del Patriarcato di Mosca della Chiesa ortodossa russa.
Alla fine dell'incontro, c'è stato uno scambio di doni: Papa Francesco ha donato al Patriarca un calice e un reliquario del IX secolo di san Cirillo (sepolto a Roma), mentre il patriarca Cirillo ha regalato (una copia) dell'icona della Vergine di Kazan. Altri regali furono una traduzione spagnola del libro "Libertà e responsabilità" scritto dal Patriarca Cirillo nel 2011 e una traduzione russa dell'enciclica Laudato si (2015) di papa Francesco.

### Contenuto della dichiarazione comune
La dichiarazione comune fu pubblicata dal Vaticano in lingua italiana, russa, inglese, tedesca, francese, spagnola, portoghese e araba. La Chiesa ortodossa russa la pubblicò in russo, inglese, italiano, francese, spagnolo ed ucraino. Consiste di 30 punti numerati su diversi argomenti.
Il primo punto della dichiarazione ha ringraziato per questo incontro "il primo nella storia" e riferendosi ai capi delle due Chiese come "fratelli nella fede cristiana". I punti 2 e 3 descrivono il loro luogo di incontro a Cuba come "crocevia di Nord e Sud, Est e Ovest ", e hanno espresso gioia per la crescita del cristianesimo in America Latina. I punti 4-6 hanno espresso il loro parere sulla loro tradizione spirituale comune ("il primo millennio del cristianesimo") e le loro speranze che il loro incontro "possa contribuire al ristabilimento di questa unità voluta da Dio".
I punti 7-21 affrontano "le sfide del mondo contemporaneo". Le questioni sollevate includono la persecuzione dei cristiani nel Medio Oriente e Nordafrica, l'impatto della guerra civile, del caos e della violenza terroristica, l'esodo dei crisitiani dalla Siria e dall'Iraq e la sofferenza vissuta dai fedeli di altre tradizioni religiose. La dichiarazione continua con il riferimento al rinnovamento della fede cristiana in Russia e in Europa orientale e la "rottura delle catene dell'ateismo militante", l'aumento di secolarismo, consumismo, ineguaglianza, migranti e rifugiati e il ruolo della cristianità nel processo di integrazione in Europa. I successivi punti sottolineato l'importanza della famiglia, del matrimonio tra uomo e donna, e le loro preoccupazioni in materia di aborto, eutanasia e "tecnologia di riproduzione biomedica".
I punti 22-27 della dichiarazione tornano ad argomenti teologici, toccando e allontanandosi dal principio di uniatismo (sul punto si veda la Dichiarazione di Balamand e le Chiese Cattoliche di rito orientale). La questione dello scisma tra le comunità cattolica e ortodossa in Ucraina è stato affrontato nel punto 27 (vedi Chiesa greco-cattolica ucraina). I punti finali esortano cattolici ed ortodossi a "lavorare insieme fraternamente nel proclamare la Buona Novella della salvezza" e di "dare testimonianza comune allo Spirito di verità in questi tempi difficili". La dichiarazione si conclude con una preghiera alla Vergine Maria.

## Analisi
L'incontro è stato descritto dai commentatori come "storico" e "riccamente simbolico", ed enfatizzato dalla televisione russa come "incontro del millennio". Tuttavia, gli analisti hanno affermato che l'incontro è stato anche politico, tenendo conto delle rivalità tra i leader ortodossi, delle annose tensioni all'interno dell'ortodossia ucraina e delle ambizioni del presidente russo Vladimir Putin sull'influenza della Russia sulla scena mondiale, motivata con le sue azioni in Siria e in Ucraina. Nel complesso, l'incontro è stato "non previsto a portare un qualsiasi riavvicinamento immediato tra l'Oriente e le Chiese occidentali".
Il patriarca Cirillo ha affrontato le critiche sulle sue politiche che hanno portato la Chiesa ortodossa russa più vicina allo Stato russo. Yury Avvakumov, assistente professore di teologia presso l'Università di Notre Dame, ha descritto il Patriarcato di Mosca come "uno strumento di politica internazionale russa [...] e un trasmettitore efficace in tutto il mondo degli interessi politici dei governanti russi". L'opinione che l'incontro sia stato motivato dalla politica interna ortodossa è stata espressa da George Demacopoulos, presidente greco-ortodosso degli studi cristiani ortodossi alla Fordham University di New York: "Questa non è benevolenza. Non è un desiderio ritrovato per l'unità cristiana [.... ] è quasi interamente centrato sulla sua figura (di Cirillo) che cerca di presentarsi come leader dell'ortodossia".
Opinioni analoghe sono state espresse da Borys Gudziak (vescovo eparchiale ucraino in Francia, Benelux e Svizzera), che ha dichiarato che "i due protagonisti di questo dramma sono arrivati ad esso provenendo da differenti eredità", in contrasto l'autorità morale di papa Francesco e dei suoi miliardi di seguaci, con quello del patriarca Kirill e la Chiesa ortodossa russa che "zoppicando dopo un secolo di persecuzioni è ancora alla ricerca della sua voce morale nella società russa post-sovietica". Gudziak anche messo in evidenza le tensioni interne nell'Ortodossia, e che una Chiesa ortodossa ucraina indipendente ridurrebbe notevolmente il potere della Chiesa ortodossa russa. Gudziak ha anche sottolineato le tensioni derivanti dall'imminente Consiglio pan-ortodosso nel mese di giugno, il primo che si terrà dopo secoli. Oltre a questo, il patriarca Cirillo potrebbe affrontare l'opposizione dei gruppi conservatori dell'ortodossia russa che si oppongono ai legami più stretti con la Chiesa cattolica romana.
Per papa Francesco, l'incontro è stato un "successo ecumenico e diplomatico", avendo ottenuto ciò che i suoi predecessori non erano riusciti a fare. Alcuni ritengono che il nuovo approccio di papa Francesco sia di creare le condizioni necessarie per la riunificazione, ritenendo che "la Russia stia arrivando a capire che la Chiesa cattolica li veda come una chiesa sorella, non come qualcuno separato dalla sola vera Chiesa ". Secondo altri, l'incontro ha aumentato la reputazione di Francesco, ora visto come "statista responsabile che valorizza il dialogo, la costruzione di ponti e il riavvicinamento quasi ad ogni costo". Quando gli è stato chiesto circa la possibilità di essere il primo Papa a visitare la Russia e la Cina, il Papa ha indicato il suo cuore dicendo: "La Cina e la Russia, le ho qui. Preghiamo".
Secondo l'Economist, "l'incontro del Papa con il suo omologo russo ha tirato Francesco in fondo alla geopolitica, e lo ha portato a condonare la politica estera della Russia e a criticare l'Occidente con modi che hanno fatto infuriare alcuni dei sostenitori della Chiesa cattolica"; è stato osservato che Sviatoslav Shevchuk, l'arcivescovo maggiore della Chiesa greco-cattolica ucraina, insieme ai suoi membri di chiesa, si siano sentiti "traditi dal Vaticano" relativamente alla dichiarazione riguardante l'Ucraina.